# Teatro Cinema Porvenir

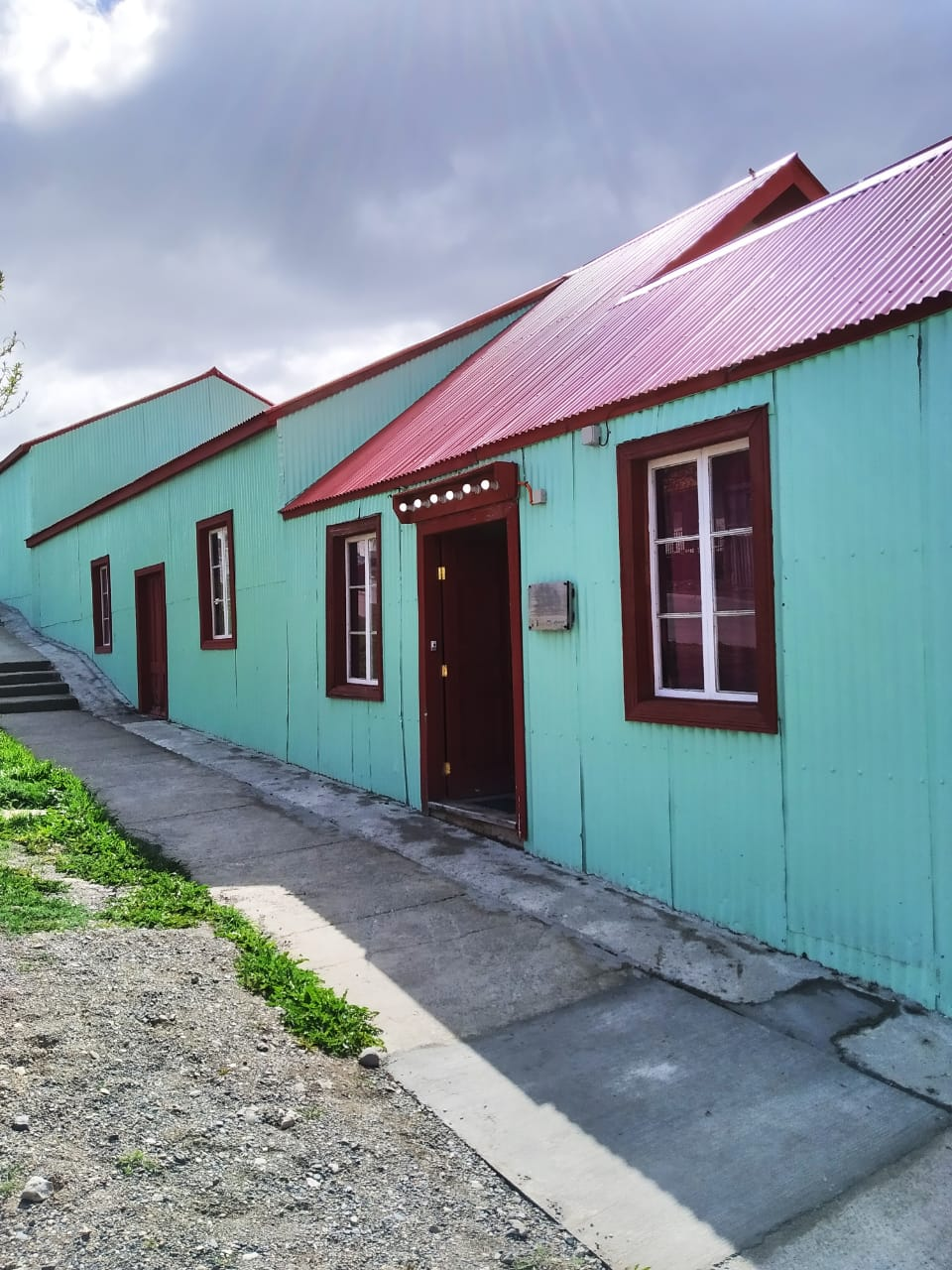
Teatro Cinema Porvenir en la actualidad

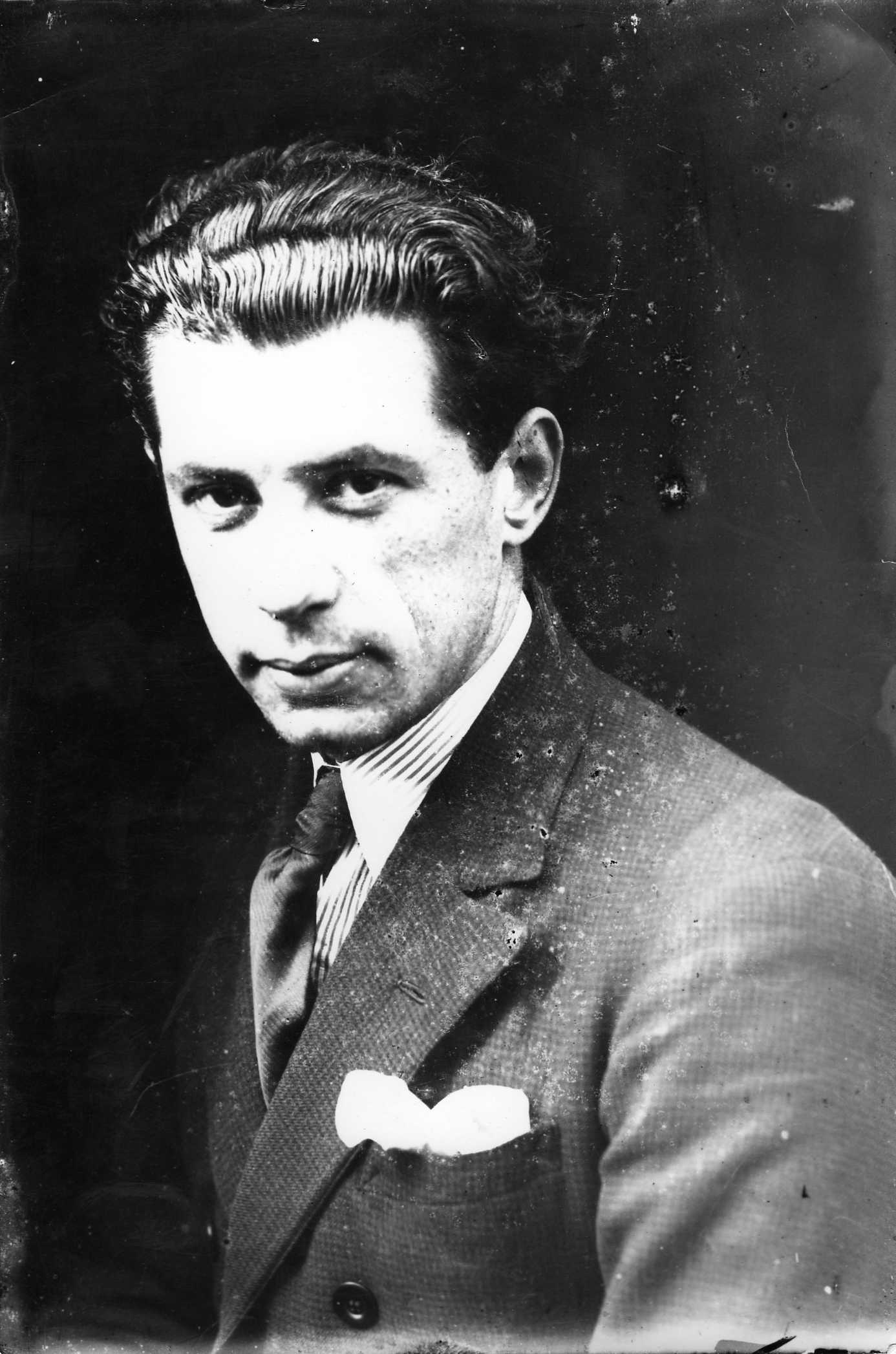
Retrato de Antonio Radonich en 1920, fundador del Cinema

El Teatro Cinema Porvenir fue fundado en la comuna de Porvenir, Región de Magallanes, por Antonio Radonich Scarpa en 1924. Es el tercer biógrafo más antiguo del país y el primero de la región.

## Historia
Partió funcionando como sala de exhibición de películas y luego se convirtió en el centro cultural y social del pueblo, se hacían obras de teatro, veladas musicales, fiestas de la primavera, hasta mítines políticos. Funcionó ininterrumpidamente hasta 1966, año en que cierra sus puertas por problemas económicos, la llegada de la televisión y la salud de su fundador. En 1971 muere Antonio y con él la historia de esta sala.

## Actualidad
Desde 2012, Ronnie Radonich Fuentes, sobrino nieto de Antonio, empezó a viajar a Porvenir para conocer esta historia. Realizó grabaciones, un cortometraje y un documental del cine y de Antonio, quien junto con José Bohr fueron los pioneros en la cinematografía regional, realizando las primeras películas de Magallanes en 1917. En 2014 como Fundación ProCultura se asoció con Ronnie para restaurar el Teatro Cinema Porvenir, logrando para mayo del 2018 la reinauguración de la mítica sala de cine gracias al apoyo del Fondo de Patrimonio del Ministerio de las Culturas, las Artes y el Patrimonio y a ENAP.
Actualmente funciona como el único centro cultural de la comuna y es la sede regional de la Fundación ProCultura.